# Schwanden GL
| GL ist das Kürzel für den Kanton Glarus in der Schweiz. Es wird verwendet, um Verwechslungen mit anderen Einträgen des Namens Schwanden zu vermeiden. |

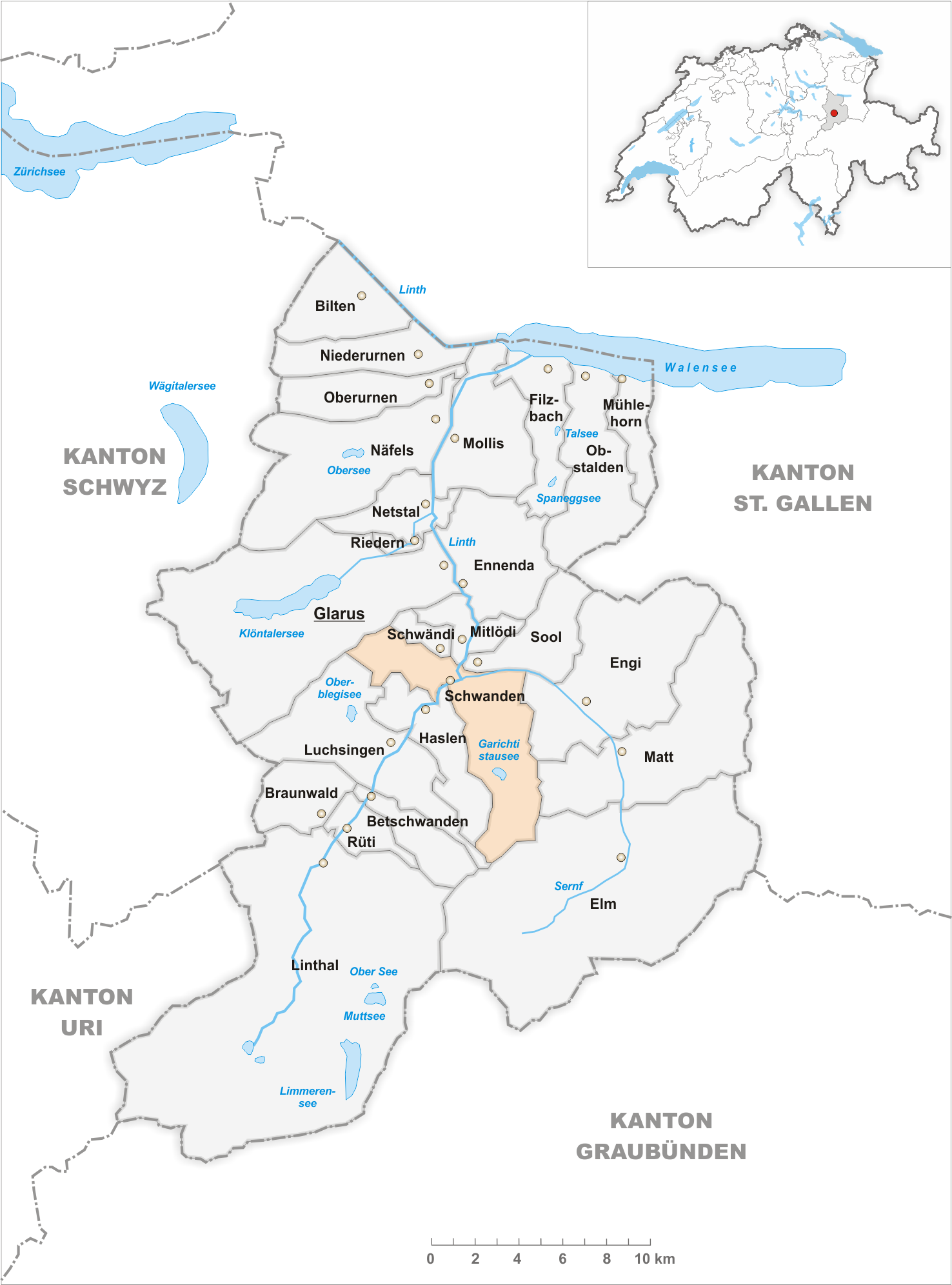
Gemeindestand vor der Fusion am 1. Januar 2011

Schwanden, historisches Luftbild vom 9. August 1932, aufgenommen von Walter Mittelholzer

Schwanden (GL) ist ein Dorf in der politischen Gemeinde Glarus Süd im Schweizer Kanton Glarus.
Die einstige Gemeinde Schwanden wurde im Rahmen der Glarner Gemeindereform auf den 1. Januar 2011 mit den Gemeinden Betschwanden, Braunwald, Elm, Engi, Haslen, Linthal, Luchsingen, Matt, Mitlödi, Rüti (GL), Schwändi und Sool zur neuen Gemeinde Glarus Süd zusammengelegt.

## Geographie
Schwanden ist das grösste Dorf im Glarner Hinterland, liegt am Zusammenfluss von Linth und Sernf und befindet sich genau auf dem 47. Breitengrad (siehe  rechts oben). Der Weiler Thon liegt westlich des Dorfes.
Der Industrieort ist auch im Winter meistens nebelfrei.

## Geschichte
Schwanden war zu den Zeiten der konfessionellen Spaltung des Kantons Glarus in einen Eidgenössischen Stand Glarus reformierter Religion und einen Eidgenössischen Stand Glarus katholischer Religion die meiste Zeit Hauptort und Ort der Landsgemeinde des reformierten Standes. Der Pulverturm als separater Lagerort der Waffen und Munition des reformierten Standes ist erhalten und bezeugt das Misstrauen gegenüber dem eidgenössischen Stand Glarus katholischer Religion. Entsprechend wurde Schwanden in der Helvetischen Republik (1798–1803) Hauptort eines eigenen Distrikts des Kantons Linth.
Der Kanton Glarus erfuhr eine frühe Industrialisierung, und die Arbeiter organisierten sich zur Selbsthilfe. 1839 wurde als erste Einrichtung dieser Art im Kanton die «Aktienbäckerei Schwanden» gegründet, später war sie eine Genossenschaft.
Am 29. August 2023, kurz vor 17:30 Uhr ging in Schwanden ein Erdrutsch mit 30'000 Kubikmeter Rutschmasse nieder. Zwei Stunden später folgte ein weiterer Schlammstrom. Bereits eine Woche zuvor war eine Strasse im Dorf verschüttet worden, weswegen fünf Häuser evakuiert wurden. Der neue Erdrutsch verschüttete sechs Gebäude, 38 weitere wurden beschädigt. Es wurden 97 Personen evakuiert, wovon sieben bis acht bis zum 2. September 2023 in ihre Häuser zurückkehren konnten. Auch danach kam es häufig zu kleineren Abbrüchen von Geröll.
Nach einem neuerlichen Erdrutsch wurden am 22. Dezember 2023 etwa 30 weitere Personen aus dem Ort evakuiert. In der Nacht vom 23. auf den 24. Dezember entleerte sich ein See, der sich in den vorangegangenen Tagen gebildet hatte, mit etwa 150 m³ Wasser innerhalb kürzester Zeit ins Dorf; die Wasser- und Schlammmassen führten dort zu weiteren Gebäudeschäden. In derselben Woche war klargeworden, dass eine Reihe im August beschädigter Gebäude, in denen 40 Personen gelebt hatten, dauerhaft unbewohnbar sind und abgerissen werden müssen.

Situation im September 2023
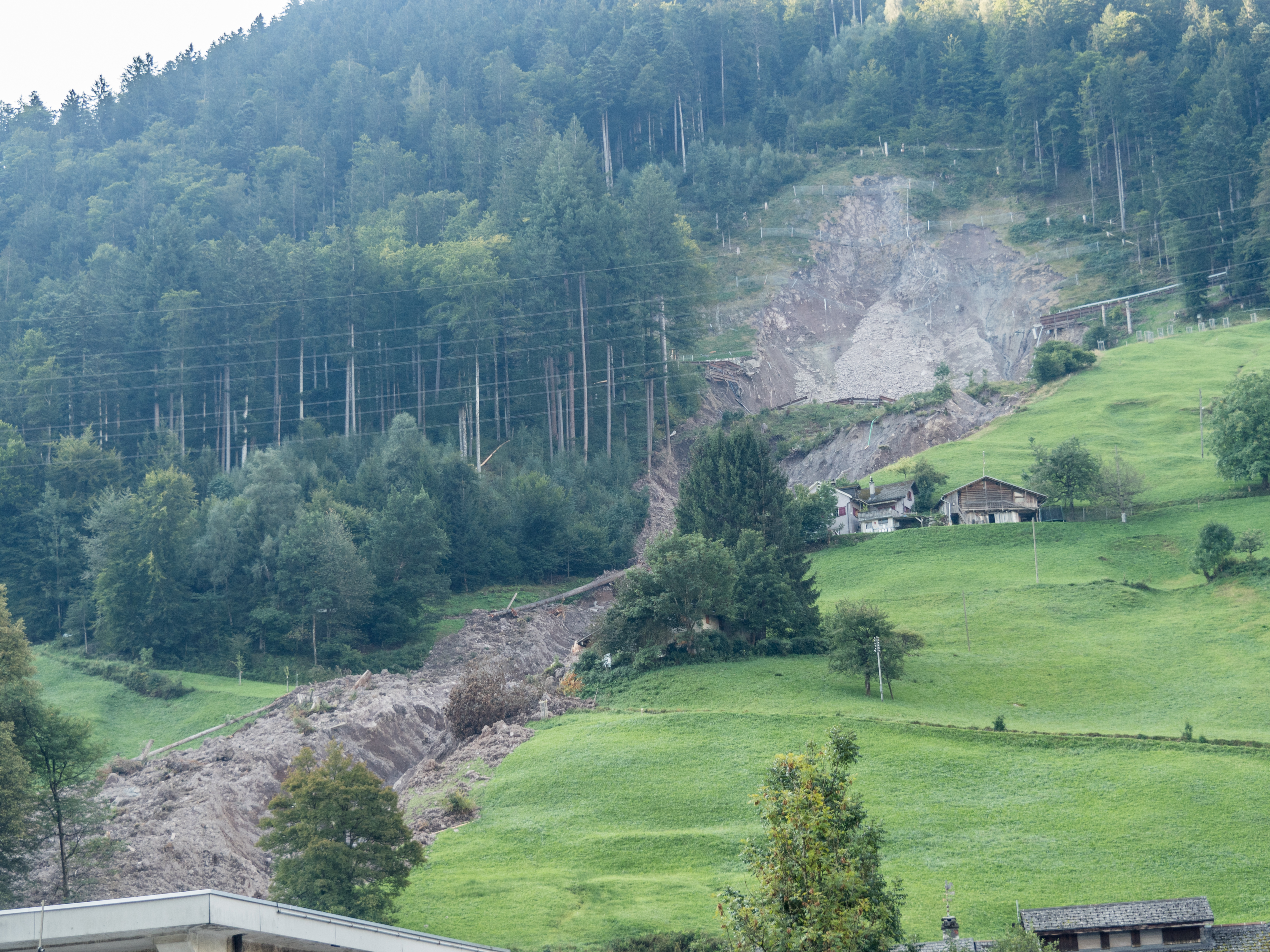
Murgang-Gebiet
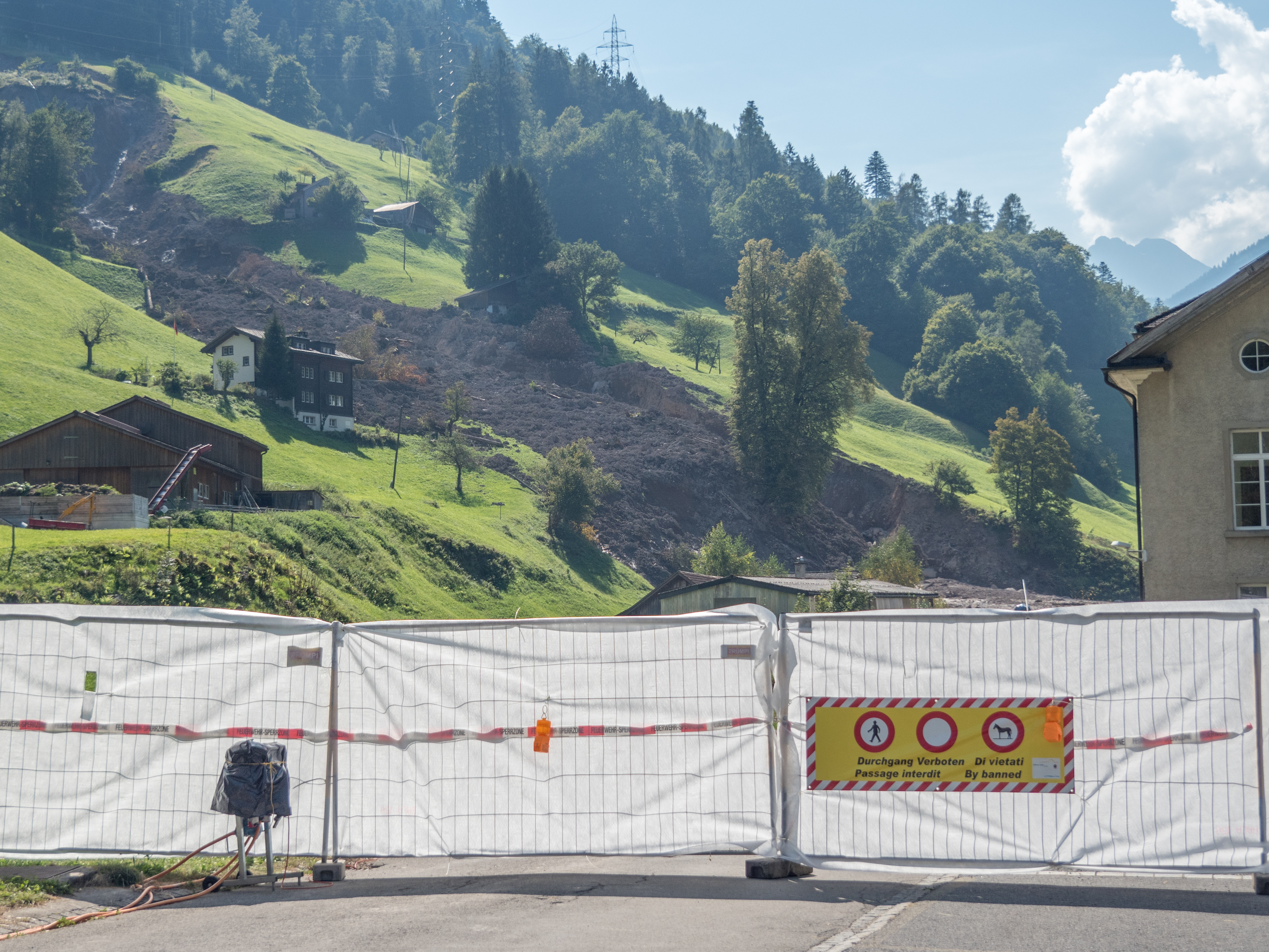
Absperrung bei Herren
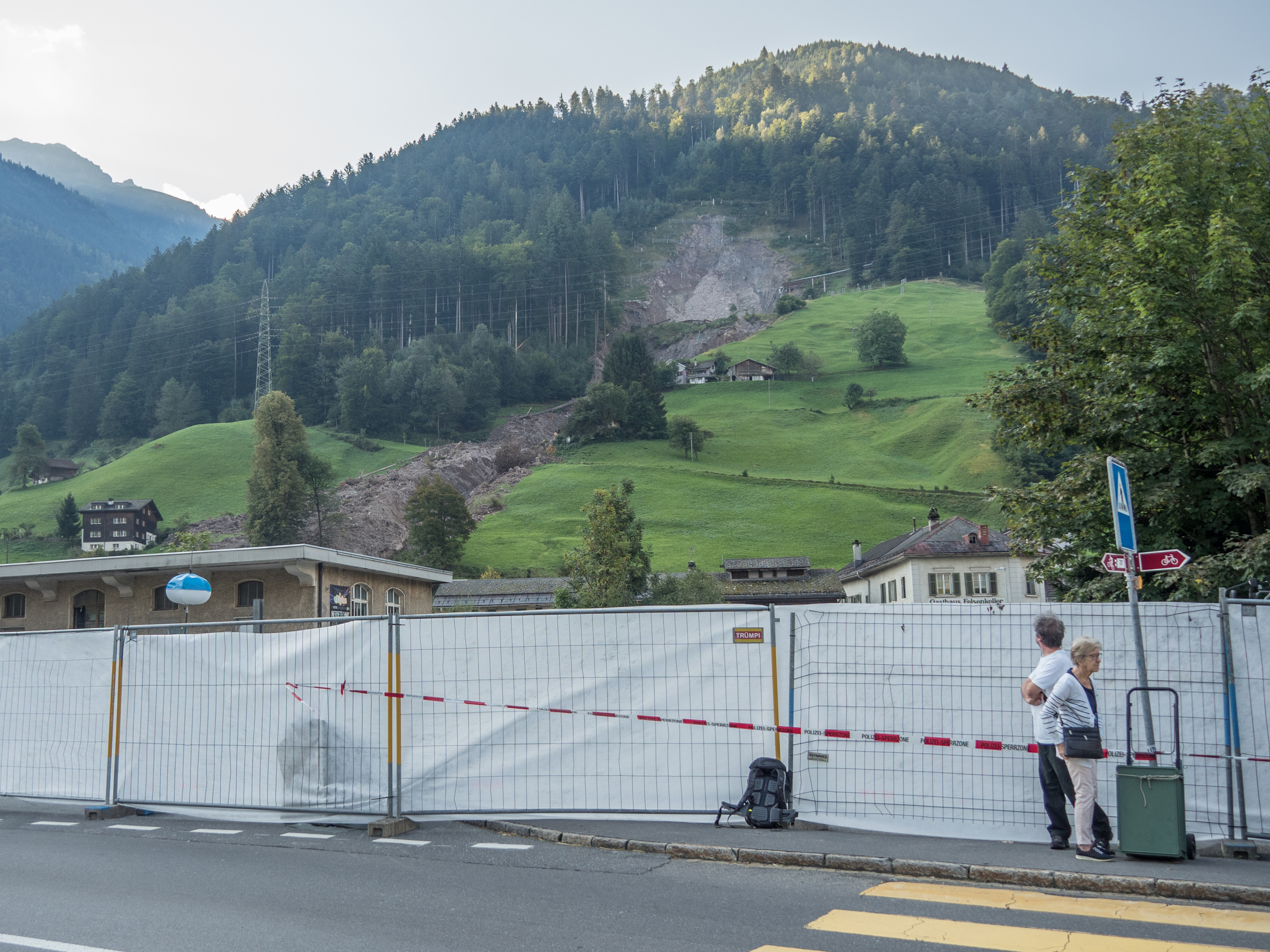
Absperrung bei der Sernftalstrasse
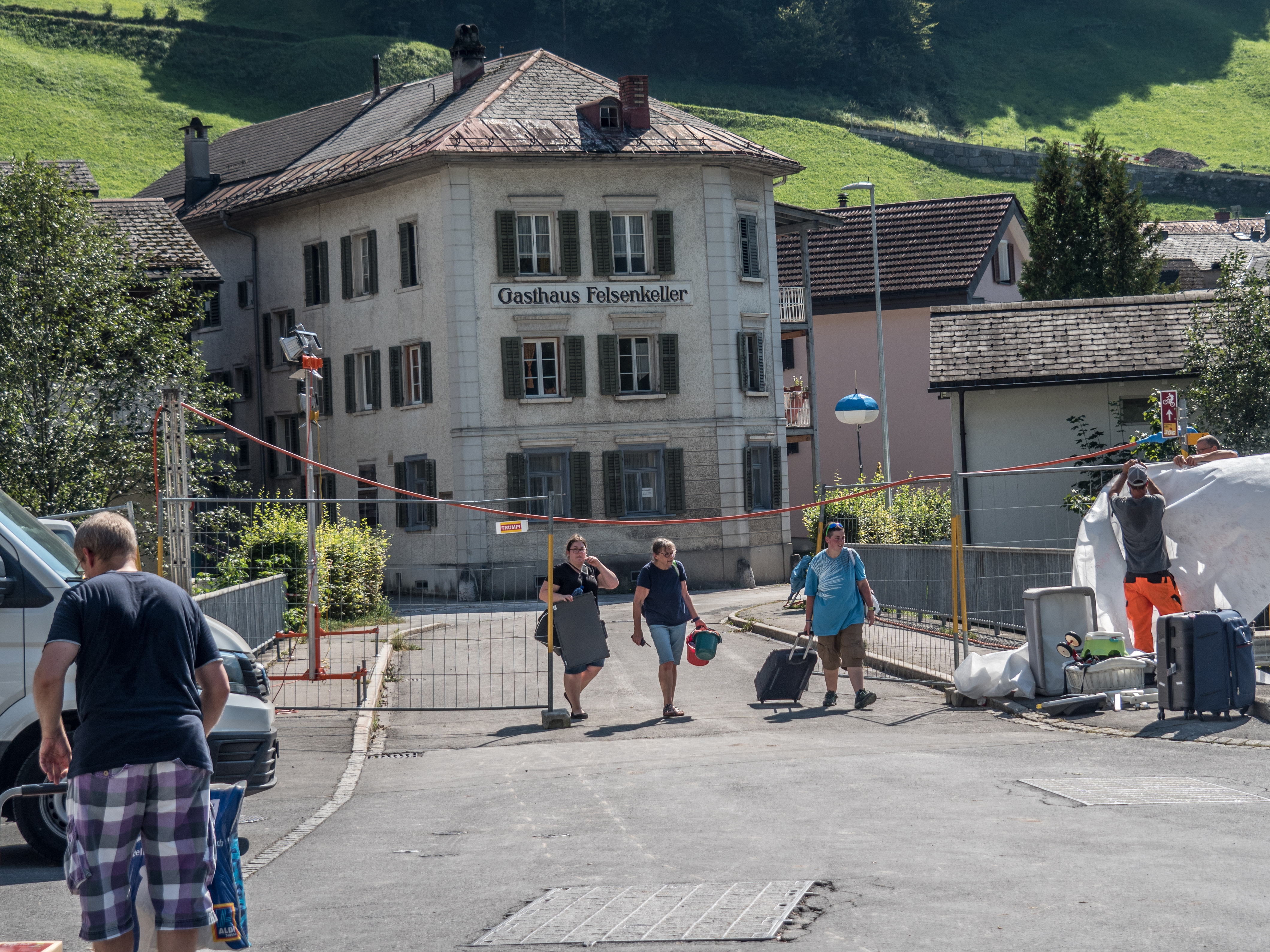
Sernfbrücke gesperrt wegen Murgang

## Wirtschaft und Tourismus
Schwanden ist die Heimat des Elektrogeräteherstellers Therma (und war als solcher von 1978 bis 2015 Produktionsstandort der Electrolux Schweiz AG), sowie der Brauerei Adler, der letzten im Kanton Glarus verbliebenen Bierbrauerei. Weitere Firmen sind, nebst anderen, die Kunststoff Schwanden AG, die Schätti AG, die Inauen-Schätti AG, die SKS Rehab AG, die Blesi AG und die GRB Glarner Regionalbank. 
Schwanden hat in den letzten Jahren seine Infrastruktur für den Tourismus optimiert. Es fungiert als Ausgangspunkt für Wanderungen und Biketouren im Sommer und Skitouren im Winter.
Oberhalb des Dorfes, auf 1111 m ü. M. auf dem Schwanderberg, liegt das Pfadiheim Villa Kunterbunt. Das Haus wurde 1903 als Ferienheim der Sektion Winterthur des Schweizer Alpenclubs erbaut und bietet Platz für fünfzig Personen.

## Persönlichkeiten
- Abraham Wild (1628–1689), evangelischer Geistlicher in Glarus
- Burkhardt Tschudi (1702–1773) wanderte mit 16 Jahren nach London aus und wurde zu einem der renommiertesten Cembalobauer der damaligen Zeit (Burkat Shudi). Aus seiner Manufaktur entstand der englische Klavierbauer John Broadwood & Sons.
- Samuel Zopfy (1804–1890), Arzt und Pionier der Homöopathie, lebte und wirkte in Schwanden.
- Joachim Zopfi (1821–1889), Unternehmer
- Samuel Zopfi (1828–1888), Unternehmer
- Aus Schwanden stammte auch Henry J. Hefty (1858–1915), Architekt in Portland (Oregon).
- In Schwanden starb 1946 Marie Villinger (1860–1946), eine Führungspersönlichkeit innerhalb der Schweizer Arbeiterinnenbewegung.
- Aus Schwanden stammte der international bekannte Vermessungsingenieur und Kartograf Walter Blumer (1888–1987).
- Hans Comiotto (1906–1972), Lehrer und Kunstmaler
- Lill Tschudi (1911–2004), Linolschneiderin und Aquarellmalerin
- Der Schriftsteller und Kinderbuchautor Max Bolliger (1929–2013) wurde in Schwanden geboren.
- Der Schriftsteller Emil Zopfi (* 1943) ist Bürger von Schwanden, heute Gemeinde Glarus Süd.
- Jakob Hefti (* 1947), ein Hornist und Kammermusiker, wurde in Schwanden geboren.

## Bilder

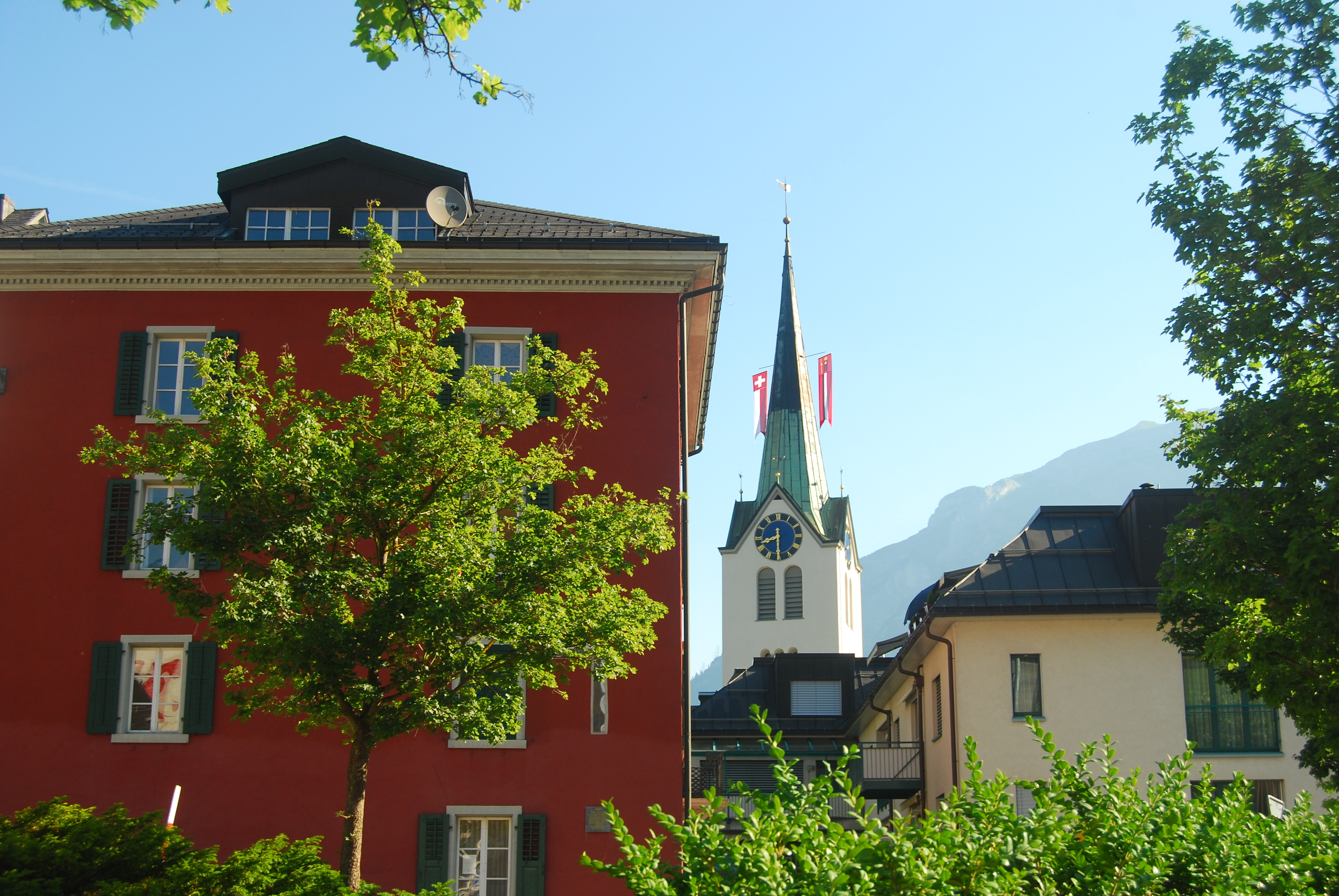
Blick auf die Kirche
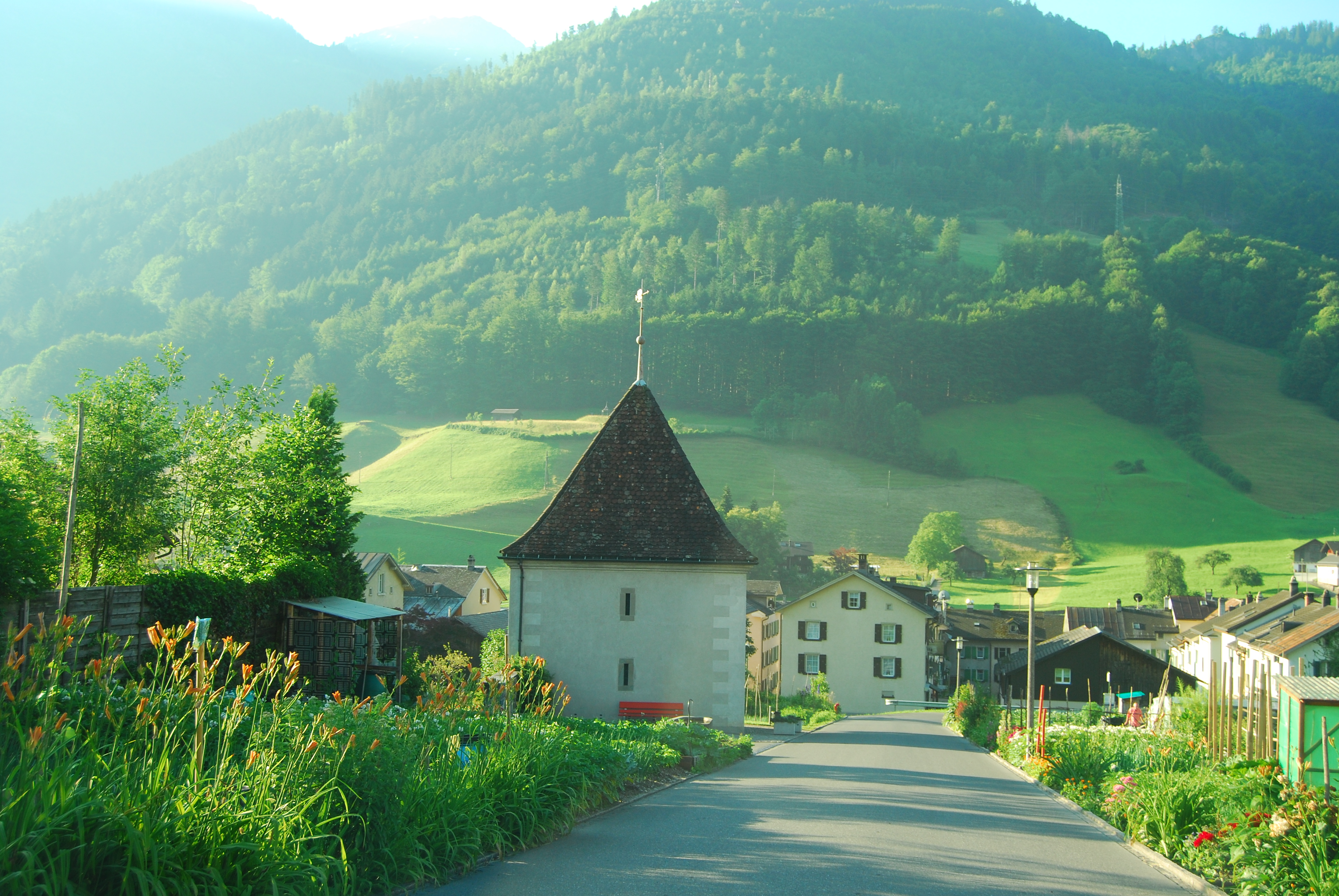
Pulverturm
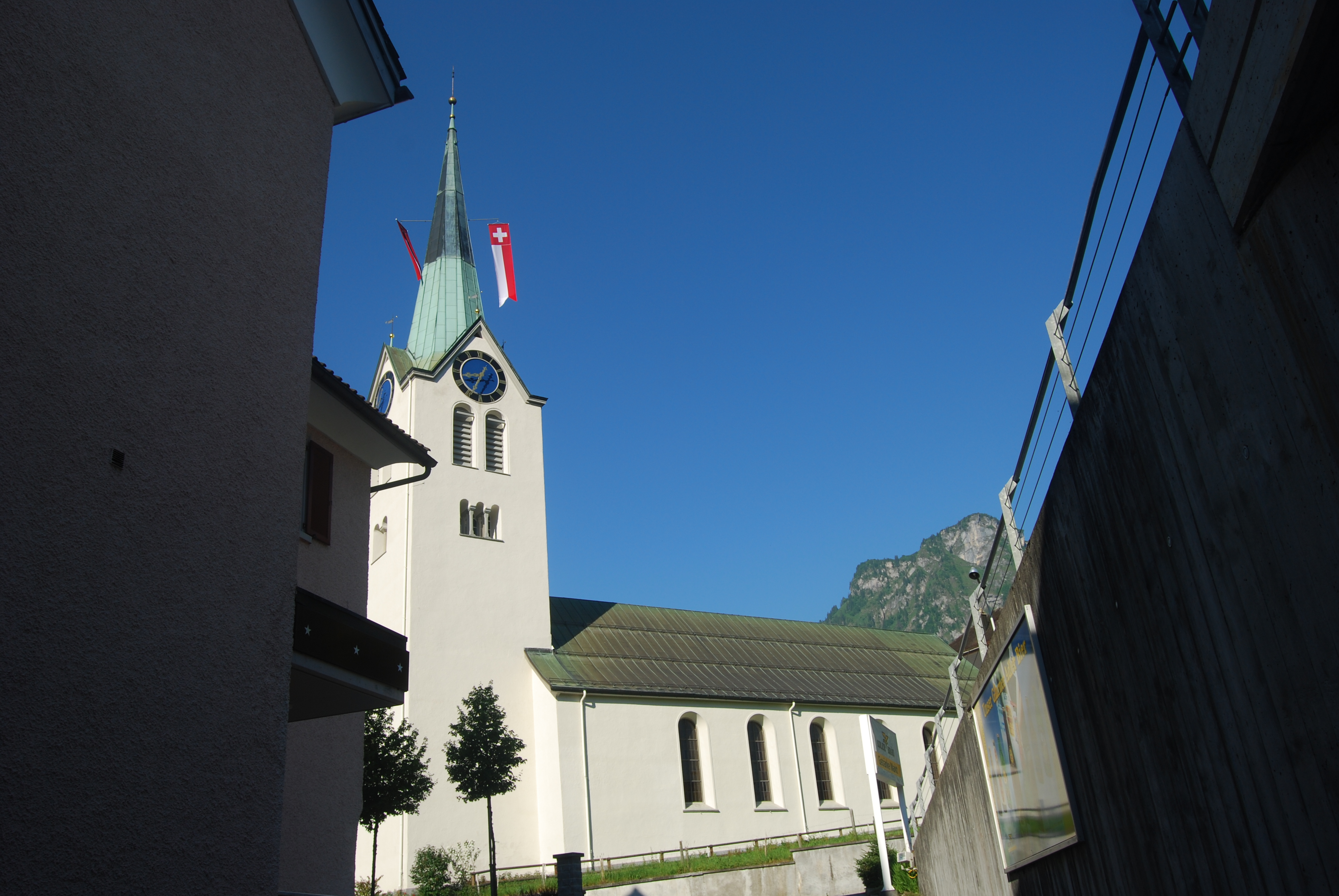
Kirche
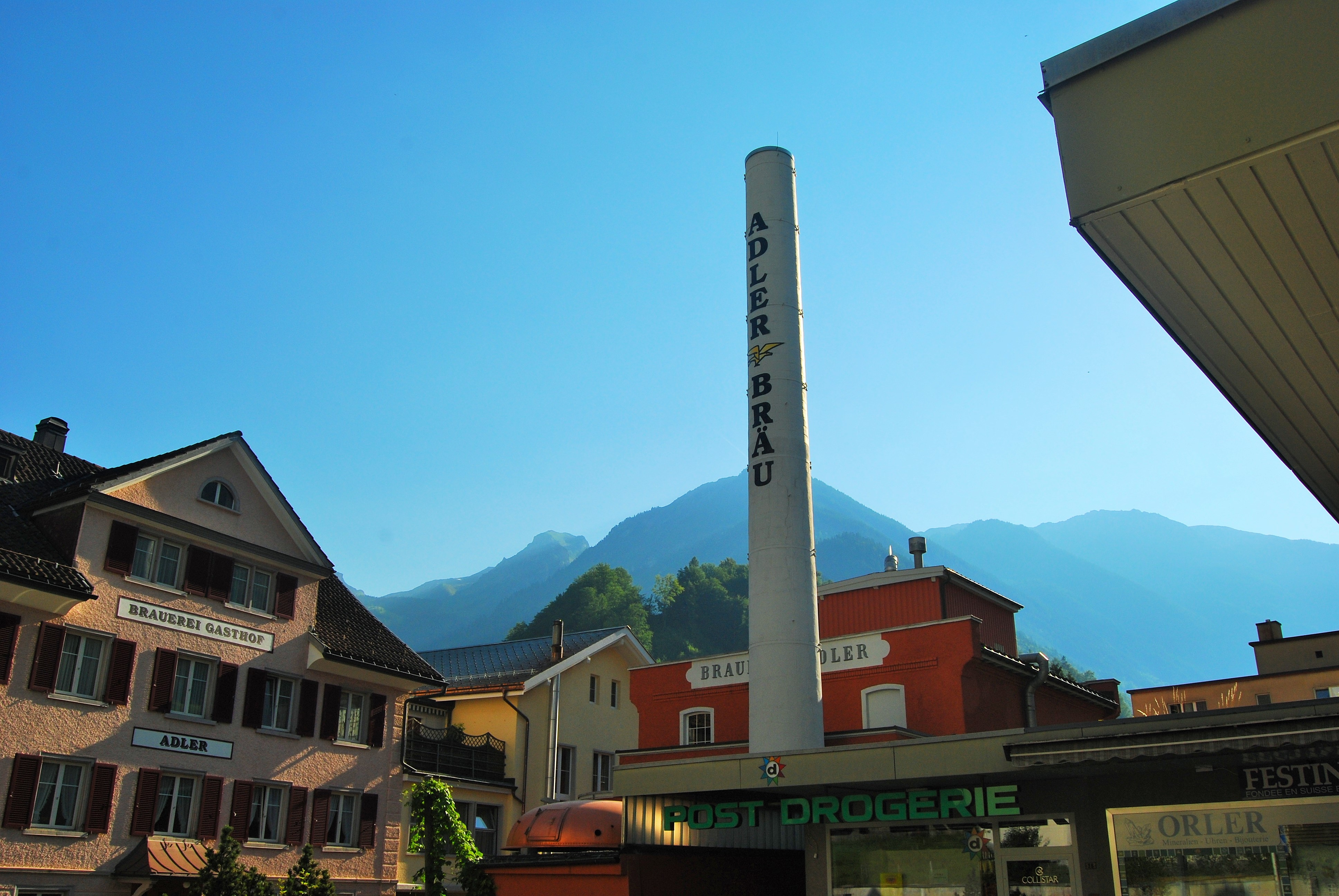
Gasthaus und Bierbrauerei Adler
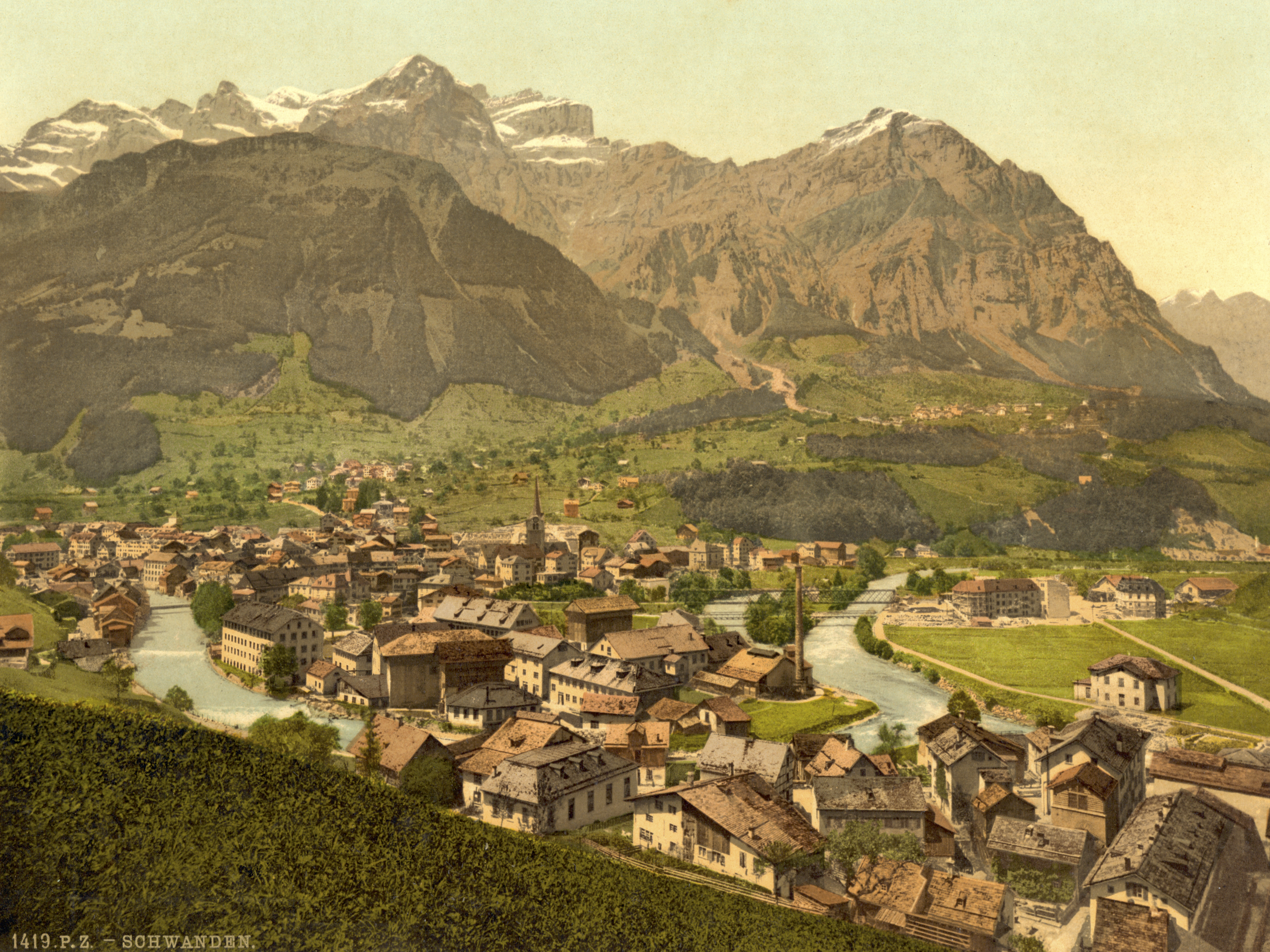
Schwanden um 1900
Schwanden gegen den Glärnisch, 1911